# Grand Prix Hiszpanii 1972
Grand Prix Hiszpanii 1972 (oryg. Gran Premio de España) – 3. runda Mistrzostw Świata Formuły 1 w sezonie 1972, która odbyła się 1 maja 1972, po raz 3. na torze Circuito del Jarama.
18. Grand Prix Hiszpanii, 7. zaliczane do Mistrzostw Świata Formuły 1.

## Klasyfikacja
| Legenda oznaczeń w tabelach wyników Wyświetl szablon na nowej stronie | Legenda oznaczeń w tabelach wyników Wyświetl szablon na nowej stronie                                                                     |
| Oznaczenie                                                            | Wyjaśnienie |
| --------------------------------------------------------------------- | --- |
| Złoty                                                                 | Zwycięzca lub mistrzostwo |
| Srebrny                                                               | 2. miejsce lub wicemistrzostwo |
| Brązowy                                                               | 3. miejsce lub II wicemistrzostwo |
| Zielony                                                               | Ukończył, punktował (w klasyfikacji generalnej, gdy zdobył co najmniej jeden punkt na przestrzeni sezonu, poza trzema powyższymi opcjami) |
| Niebieski                                                             | Ukończył, nie punktował (w klasyfikacji generalnej, gdy nie zdobył co najmniej jednego punktu na przestrzeni sezonu)                      |
| Czerwony                                                              | Nie zakwalifikował się (NZ) |
| Czerwony                                                              | Nie prekwalifikował się (NPK) |
| Różowy                                                                | Nie ukończył (NU) |
| Różowy                                                                | Niesklasyfikowany (NS) (w klasyfikacji generalnej, gdy nie został sklasyfikowany w żadnym wyścigu sezonu)                                 |
| Czarny                                                                | Zdyskwalifikowany (DK) |
| Czarny                                                                | Wykluczony (WYK/EX) |
| Biały                                                                 | Nie wystartował (NW) |
| Biały                                                                 | Kontuzjowany (K/INJ) |
| Biały                                                                 | Wyścig odwołany (OD/C) |
| Bez koloru                                                            | Został wycofany (WYC/WD) |
| Bez koloru                                                            | Nie przybył (NP/DNA) |
| Bez koloru                                                            | Nie brał udziału w treningach (NT/DNP) |
| Bez koloru                                                            | Nie został zgłoszony (–) |
| Pogrubienie                                                           | Start z pole position |
| Kursywa                                                               | Najszybsze okrążenie wyścigu |
| †                                                                     | Nie ukończył, ale jego rezultat został zaliczony ze względu na przejechanie więcej niż 90% dystansu wyścigu.                              |
| *                                                                     | Sezon w trakcie |
| 1/2/3                                                                 | Punktowana pozycja w sprincie kwalifikacyjnym                                                                                             |
| Lista systemów punktacji Formuły 1                                    | |

| Pos | No | Kierowca             | Konstruktor  | Okrążeń | Czas/powód NU   | Poz. Start. | Punktów |
| --- | -- | -------------------- | ------------ | ------- | --------------- | ----------- | ------- |
| 1   | 5  | Emerson Fittipaldi   | Lotus-Ford   | 90      | 2:03:41.2       | 3           | 9       |
| 2   | 4  | Jacky Ickx           | Ferrari      | 90      | 18.92           | 1           | 6       |
| 3   | 6  | Clay Regazzoni       | Ferrari      | 89      | + 1 okrążenie   | 8           | 4       |
| 4   | 26 | Andrea de Adamich    | Surtees-Ford | 89      | + 1 okrążenie   | 13          | 3       |
| 5   | 20 | Peter Revson         | McLaren-Ford | 89      | + 1 okrążenie   | 11          | 2       |
| 6   | 29 | Carlos Pace          | March-Ford   | 89      | + 1 okrążenie   | 16          | 1       |
| 7   | 22 | Wilson Fittipaldi    | Brabham-Ford | 88      | + 2 okrążenia   | 14          |         |
| 8   | 12 | Tim Schenken         | Surtees-Ford | 88      | + 2 okrążenia   | 18          |         |
| 9   | 21 | Dave Walker          | Lotus-Ford   | 87      | + 3 okrążenia   | 24          |         |
| 10  | 18 | Graham Hill          | Brabham-Ford | 86      | + 4 okrążenia   | 23          |         |
| 11  | 14 | Henri Pescarolo      | March-Ford   | 86      | + 4 okrążenia   | 19          |         |
| NU  | 1  | Jackie Stewart       | Tyrrell-Ford | 69      | Wypadek         | 4           |         |
| NU  | 9  | Chris Amon           | Matra        | 66      | Skrz. biegów    | 6           |         |
| NU  | 3  | François Cevert      | Tyrrell-Ford | 65      | Zapłon          | 12          |         |
| NU  | 8  | Peter Gethin         | BRM          | 65      | Silnik          | 21          |         |
| NU  | 11 | Denny Hulme          | McLaren-Ford | 48      | Skrz. biegów    | 2           |         |
| NU  | 25 | Howden Ganley        | BRM          | 38      | Silnik          | 20          |         |
| NU  | 10 | Reine Wisell         | BRM          | 24      | Wypadek         | 10          |         |
| NU  | 7  | Mario Andretti       | Ferrari      | 23      | Ciśnienie oleju | 5           |         |
| NU  | 15 | Mike Hailwood        | Surtees-Ford | 20      | Elektryka       | 15          |         |
| NU  | 2  | Ronnie Peterson      | March-Ford   | 16      | Wyciek paliwa   | 9           |         |
| NU  | 16 | Rolf Stommelen       | March-Ford   | 15      | Wypadek         | 17          |         |
| NU  | 19 | Jean-Pierre Beltoise | BRM          | 9       | Skrz. biegów    | 7           |         |
| NU  | 24 | Niki Lauda           | March-Ford   | 7       | Różne           | 25          |         |
| NU  | 28 | Alex Soler-Roig      | BRM          | 6       | Wypadek         | 22          |         |
| NZ  | 23 | Mike Beuttler        | March-Ford   |         |                 |             |         |